# Miss Iugoslavia

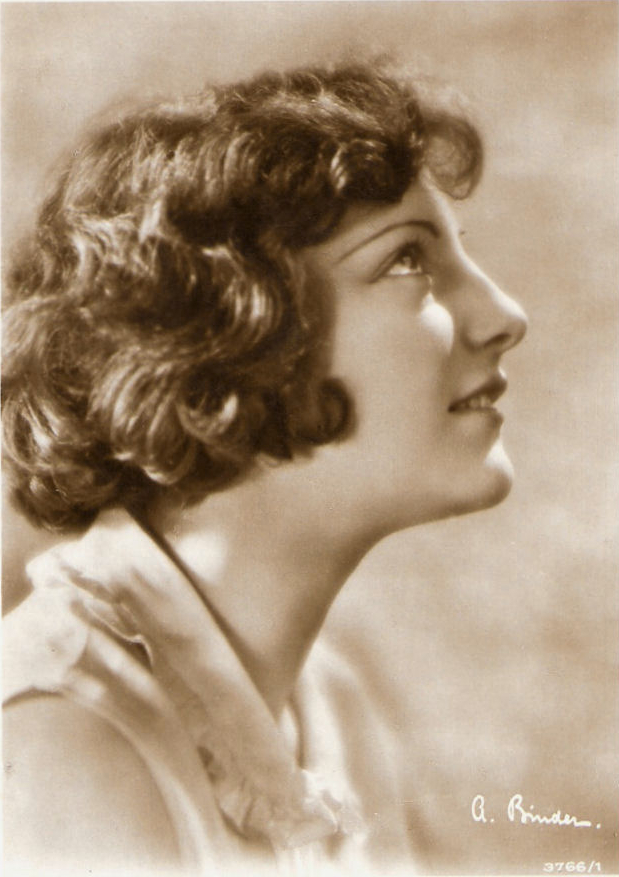
Ita Rina, poză făcută în anul 1928-1929.

Miss Iugoslavia (Мис Југославијe) a fost un concurs de frumusețe la care puteau lua parte femei necăsătorite. Concursul a fost inițiat prin anii 1920 iar în timpul regimului comunist după al doilea război mondial a fost sistat pânâ prin anii 1960. Competția a durat în cadrul lagărului comunist ca. 20 de ani până în anii 1980. Atunci existau în țările comuniste concursuri frumusețe asemănătoare ca Miss Polonia, Miss România, Miss Rusia, Miss Cehoslovacia, și Miss Ungaria. Din anul 1996 are loc în restul Iugoslaviei concursul Miss Serbia și Montenegro.

## Regine a frumuseții între 1926 - 1940
| Anul    | Nume                                     |
| ------- | ---------------------------------------- |
| 1926    | Ida Kravanja (Ita Rina)                  |
| 1927    | Svetlana Gugović                         |
| 1928    | Štefica Vidačić                          |
| 1929    | Stanislava Matiyevitch [Matiyević]       |
| 1930    | Stephanie Drobniak [Drolmsky]            |
| 1931    | Katica Urban                             |
| 1932    | Olga Đurić [Djouritch, Gyuritch, Gyurić] |
| 1933    | Dragica Ugarkovitch                      |
| 1934    | ?                                        |
| 1935    | Nina Ninkovitch [Ninković]               |
| 1936-37 | nicht bekannt                            |
| 1938    | Olga Dinjashi                            |
| 1939-40 | nicht bekannt                            |

## Miss Iugoslavia după 1940
| Anul    | Miss Iugoslavia      |
| ------- | -------------------- |
| 1941-65 | ?                    |
| 1966    | Nikica Marinović     |
| 1967    | Aleksandra Mandić    |
| 1968    | Ivona Puhlera        |
| 1969    | Radmila Živković     |
| 1970    | Anita Baturina       |
| 1971    | Zlata Petkovič       |
| 1972    | Biljana Ristić       |
| 1973    | Atina Golubova       |
| 1974    | Jadranka Banjac      |
| 1975    | Ladija Verkovska     |
| 1976    | Nataša Košir         |
| 1977    | Svetlana Višnjić     |
| 1978    | ?                    |
| 1979    | ?                    |
| 1980    | Zorica Pesek         |
| 1981    | ?                    |
| 1982    | Ana Sasso            |
| 1983    | Bernarda Marovt      |
| 1984    | Dinka Delić          |
| 1985    | Aleksandra Kosanović |
| 1986    | Maja Kukić           |
| 1987    | Matilda Sazdova      |
| 1988    | Suzana Žunić         |
| 1989    | Aleksandra Dobraš    |
| 1990    | Ivona Brnelić        |
| 1991    | Slavica Tripunović   |

## Concursuri ulterioare
- Miss Bosnia și Herțegovina
- Miss Cosovo
- Miss Croația
- Miss Macedonia
- Miss Montenegro
- Miss Serbia
- Miss Serbia și Montenegro
- Miss Slovenia